# Skyrækker-silkesommerfugl
Skyrækker-silkesommerfuglen (Samia cynthia) er en sommerfugl, der spinder en silketråd, der grovere end silkeormens. Dens vinger måler 113-125 mm og har på  over- og undersiden en prik formet som en halvmåne. Den er brunlig med hvidlige og gule striber.
Den udbredt i det østlige Asien – dvs. østlige Rusland, nordøstlige Kina og Japan. Den er siden af unaturlige årsager også set på Nordamerikas østkyst, Frankrig, Italien, Schweiz, Ungarn, Østrig, Kroatien og så langt væk som Uruguay.
Æggene er hvidlige eller brunlige og lægges i rækker a 10-20 på planten skyrækker – heraf sommerfuglens navn. Udklækningen tager 7-10 dage. I begyndelsen lever larverne i flokke og er gullige. Senere skiller de sig fra hinanden og skifter farve til hvid- og grønlig. De vokser til 70-75 mm. De forpupper sig i hvide silkekokoner på bladene af den plante, de begyndte deres tilværelse.